# عقد 1070
عقد 1070 هو عقد امتد بين 1 يناير 1070 و31 ديسمبر 1079 بحسب التقويم الميلادي. سبقه عقد 1060 ولحقه عقد 1080.

## أحداث
- معركة قبرة (1079)
- معركة كاسيل (1071)
- معركة ملاذكرد (1071)
- معركة بيدروسو (1071)

## مواليد
- يهوذا اللاوي (1075)
- ابن أبي الخصال (1073)
- ابن التلميذ (1073)
- فضل بن حسن الطبرسي (1073)
- ابن القلانسي (1073)
- أديلايد ديل فاستو (1072)
- أبو بكر بن الصيرفي (1074)
- هاينريش التاسع، دوق بافاريا (1075)
- محمد بن عبد الملك الهمذاني (1071)
- ابن منجب الصيرفي (1071)
- أبو بكر بن العربي (1076)

## وفيات
- يوسف خاص حاجب (1075)
- ابن عبد البر (1071)
- تشانغ زاي (1077)
- غاي دوق سورينتو (1073)
- جودلينا (1070)
- نونو مينيديس (1071)
- ألب أرسلان (1072)
- أبو القاسم القشيري (1072)
- هنري من بورغندي (1074)
- ألكسندر الثاني (1073)
- ابن وافد (1074)

## كتب
- Yves Denis Papin (1998). Chronologie de l'histoire ancienne. Lieu de publication non identifié: Éditions Jean-paul Gisserot. ISBN:2-87747-346-5. OCLC:40746926. مؤرشف من الأصل في 2022-03-16.
- موسوعة حضارة العالم (2002) لأحمد محمد عوف.

## روابط خارجية
- تصفح سنة بسنة عقد 1070 على موقع onthisday.com
- تصفح سنة بسنة عقد 1070 ابتداءً من سنة عقد 1070 على موقع المكتبة الوطنية الفرنسية